# Ścibor ze Ściborzyc

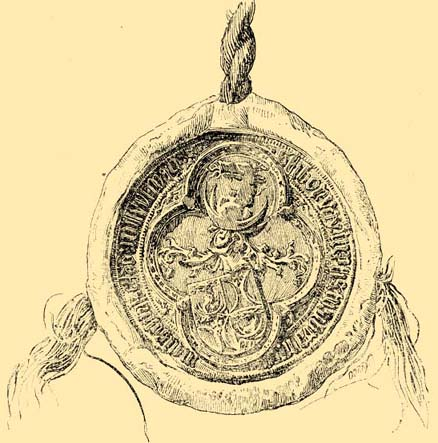
Pieczęć Ścibora

Ścibor ze Ściborzyc herbu Ostoja (ur. 1347, zm. 1414) – starosta brzeski, wojewoda siedmiogrodzki, w 1387 książę bełski i komes komitatów górnowęgierskich (słowackich), w tym Bratysławy. Arystokrata polskiego pochodzenia w Królestwie Węgierskim, nazywany niekiedy małym królem Słowacji. Jego majątek obejmował połowę zachodniej Słowacji, w tym całą dolinę Wagu. Był panem 31 zamków i ponad 200 posiadłości. Najbliższy i najbardziej wpływowy doradca i przyjaciel Zygmunta Luksemburskiego, późniejszego cesarza rzymskiego. Był jednym z najbogatszych i najbardziej wpływowych arystokratów średniowiecznej Europy, jednym z pierwszych członków Zakonu Smoka. Należał do Rodu Ostojów (Mościców).

## Na Węgrzech i Słowacji

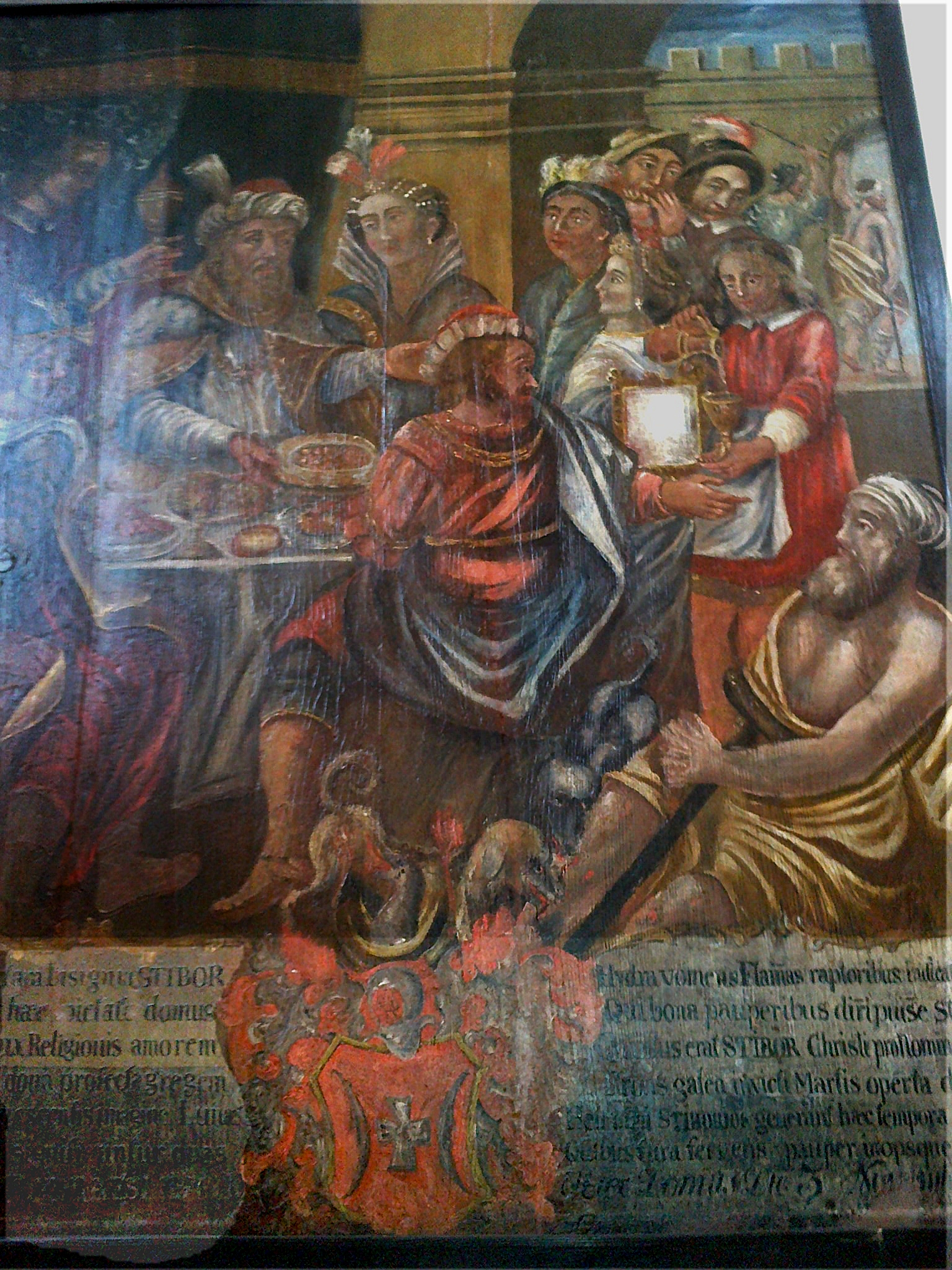
Zakładając dom dla biednych i chorych

Od 1362 r. przebywał na Węgrzech w służbie Ludwika Węgierskiego. Jako stronnik Andegawenów, a potem Siemowita IV został usunięty ze starostwa brzeskiego przez króla Władysława Jagiełłę i opuścił Polskę, wiążąc się z dworem Zygmunta Luksemburskiego, od 1387 r. króla Węgier, a od roku 1410 króla Niemiec. W tym samym roku Ścibor zostaje księciem Halicza. Zasłużył się nad Dunajem w walkach z Turkami, gdzie podobno uratował królowi życie w bitwie pod Nikopolis. W latach 1401–1403 stłumił na Węgrzech bunty przeciwko Zygmuntowi Luksemburskiemu, ratując w ten sposób przyszłemu cesarzowi węgierską koronę.
Jego własnością był zamek Beckov na dzisiejszej Słowacji w pobliżu Trenczyna, który dostał w 1388 r. wraz z zamkiem Uhrovec. Zamek w Beckovie znacznie rozbudował na główne centrum swoich posiadłości wraz z przyległym Nowym Miastem nad Wagiem oraz innymi wielkimi dobrami i zamkami na tzw. Górnych Węgrzech, między innymi Vigvár, Torbag, Modor, które otrzymał w 1390 r. Następnie w 1392 r. dostał od króla Czachtice, zamki Berencs, Detrekő, Éleskő, Jókő, Korlátkő, Zavár, został żupanem (wojewodą) Trenczyna i Nitry, stając się zarazem jednym z najbogatszych i najpotężniejszych magnatów węgierskich. Prócz chorągwi siedmiogrodzkich, będących w jego służbie, dostarczał ze swoich dóbr tysiąc jazdy na wojny węgierskie. Po nieudanej kampanii tureckiej pod Nikopolis, gdzie w 1396 r. zjednoczone siły Europy chrześcijańskiej zostały pobite, wrócił do Siedmiogrodu, broniąc go przed nawałą turecką. Następnie rozprawił się z hospodarem wołoskim Władem Uzurpatorem, prawdopodobnie krewnym Włada Diabła (ojca Włada Draculi), będącego w przymierzu z Turkami. Po krwawym oblężeniu Wład Uzurpator zmuszony został do poddania się i jako jeniec Ścibora został oddany pod sąd Zygmunta Luksemburczyka.
Kilka lat później Ścibor otrzymał dobra i zamki Dioś, Szomolya, Szent Vid, Suran, Maniga, Baganya, Zuk, Keresztes, Rarkov, Bary, Koszonic, Rakovitz, Tatkolch, Ratkolch i Ilkaman w komitatach nitrzańskim i preszburgskim (Bratysława), wykupił zamki Dévény (Teben), Eleskö. Łącznie był panem na 31 zamkach, a należące do niego feudalne „państwa” obejmowały ponad 200 miast i wsi, ziemię oraz zamki po obu stronach całej rzeki Wag liczącej 409 km, do czego nawiązuje tytuł Ścibora jako „pana całego Wagu”. W 1397 r. został żupanem preszburskim (Bratysława), wkrótce potem wojewodą siedmiogrodzkim, stając się zarazem jednym z najbogatszych i najpotężniejszych magnatów średniowiecznej Europy, nazywanym niekiedy „królem Słowacji”. Do rodziny Ściborzyców należały jeszcze inne wielkie nadania, będące w posiadaniu braci i bratanków Ścibora ze Ściborzyc.
W latach 1402–1405 przebywał kilkukrotnie w Krakowie. Pobyty te można wiązać z budową ufundowanej przez niego kaplicy św. Moniki (tzw. „Węgierskiej”) przy kościele św. Katarzyny na Kazimierzu, która miała służyć jako grobowiec rodzinny. W 1408 r. został członkiem Zakonu Smoka i jednym z pierwszych 24 rycerzy Orderu Smoka pierwszej klasy, utworzonego przez Zygmunta Luksemburskiego.
Był człowiekiem powszechnie cenionym przez ludność, sprawiedliwym. Założył ośrodki pomocy biednym, starym i chorym przy czym w swoim testamencie polecił synowi wybudować pierwszy na Słowacji klasztor dla augustianów.

## Niszczenie zakonu

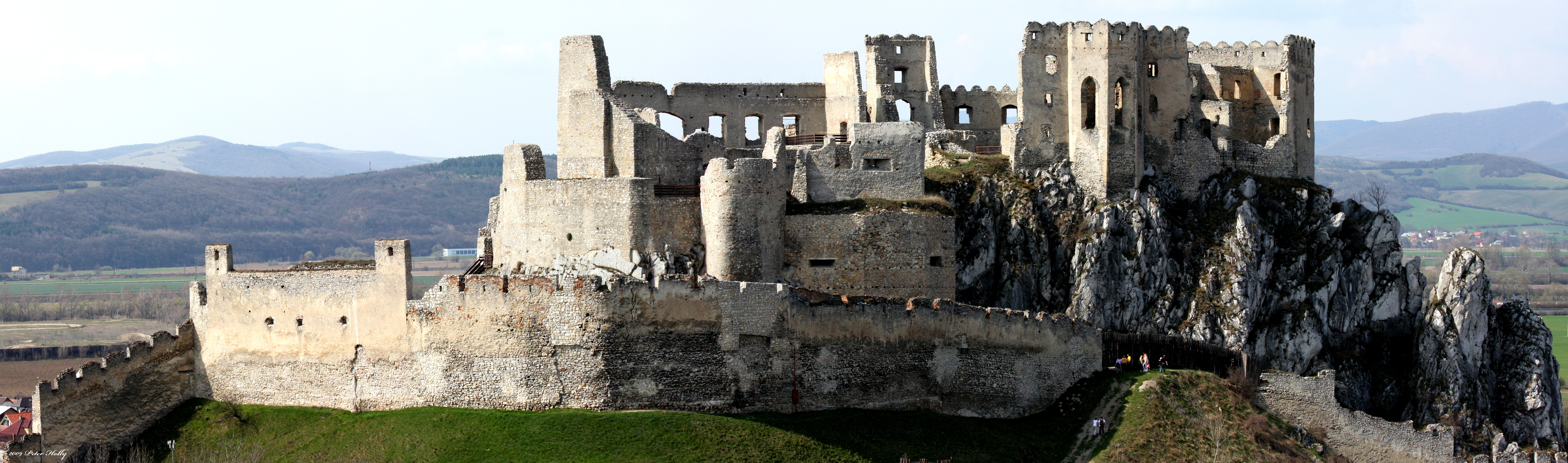
Zamek Beckov nad rzeką Wag

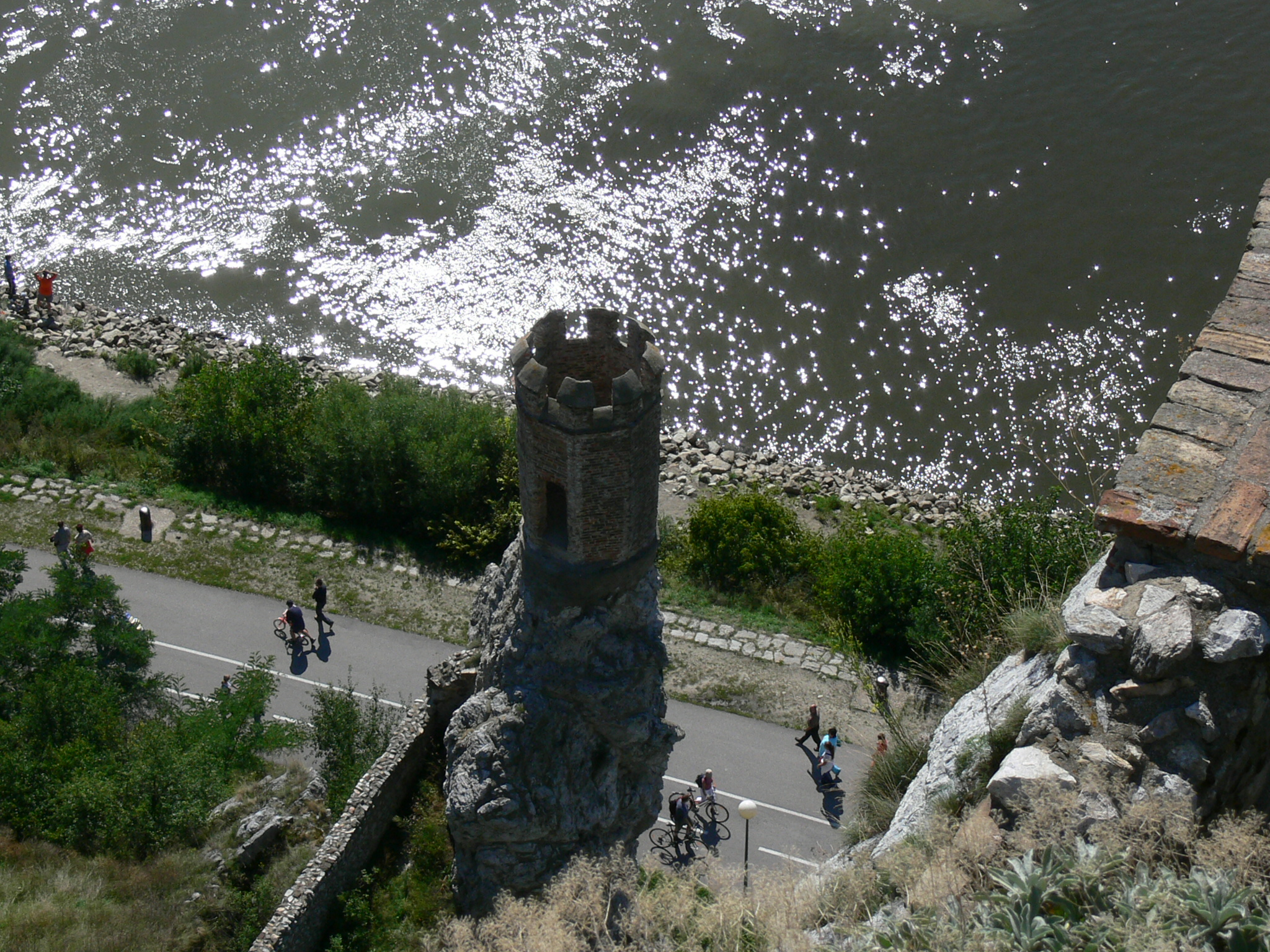
Ruiny zamku Devín

Wielokrotnie kierował najważniejszymi misjami dyplomatycznymi królestwa. W 1402 r. negocjował z ramienia Luksemburczyka z zakonem krzyżackim sprzedaż Nowej Marchii (pogranicze Brandenburgii, Pomorza Zachodniego i Wielkopolski), wymusił na zakonie astronomiczną na te czasy cenę 63 200 złotych dukatów (źródła krzyżackie podają kwotę ponad trzykrotnie większą) pod groźbą sprzedania Marchii Polsce. Tym samym to na Zakon spadł problem organizacji Marchii, gdzie grasowały bandy rycerzy-rozbójników, zaś sam kosztowny zakup poważnie obciążył finanse Zakonu, który w perspektywie czasu nie miał funduszy na utrzymanie stosownej armii w konflikcie z Polską i Litwą. W 1410 r. na dzień przed bitwą grunwaldzką zdążył wręczyć królowi polskiemu Władysławowi Jagielle wypowiedzenie wojny przez Zygmunta Luksemburczyka, za co przywiózł od Krzyżaków na Węgry dodatkowo 40 000 złotych dukatów. Do czasu wojny prowadził negocjacje ze stroną polską, reprezentowaną przez Mikołaja Błociszewskiego herbu Ostoja i Zawiszę Czarnego.
Na zakonie krzyżackim wymusił Ścibor również bardzo wysokie odszkodowanie za domniemane straty osobiste z powodu niewywiązania się z układu o sprzedanie Marchii Polsce. Za układ ręczyli wraz ze Ściborem wojewoda kaliski Sędziwój z Szubina (teść Ścibora) i kasztelan poznański Mościc ze Stęszewa (spokrewniony z rodziną), przy czym wszyscy zastawili wszelkie majątki będące w ich posiadaniu w wypadku, gdyby układ sprzedania Marchii Polsce nie doszedł do skutku. W efekcie takiej polityki około 40 lat później krewni Ścibora ze Ściborzyc, Ścibor Poniecki herbu Ostoja, starosta generalny Wielkopolski wraz z Janem z Jani herbu Ostoja i za poparciem wojewody Mikołaja Szarlejskiego ze Ściborzyc herbu Ostoja, zebrali fundusze na opłacenie wojska zaciężnego broniącego Malborka i którego sam zakon nie miał już możliwości opłacić, po czym wojsko to opuściło twierdzę, która tym samym została zyskana dla Polski bez przelewu krwi. Za pomoc finansową Gdańska i dla pamięci tego triumfu, król nadał miastu Gdańsk koronę w herbie.

### Dyplomacja
Z grunwaldzkich pól Ścibor udał się w misji dyplomatycznej do Malborka, gdzie zastała go wiadomość o klęsce zakonu, ku wielkiej radości jego orszaku. Po otrzymaniu od zakonu zapłaty za wypowiedzenie wojny, ruszył okrężną drogą przez Czechy do swego mocodawcy, który polecił mu natychmiast wszcząć wojnę na południowej granicy Polski. Jako dowódca wojsk Zygmunta Luksemburczyka Ścibor uderzył jesienią 1410 r. na ziemię sądecką, spalił i ograbił Stary Sącz, po czym zawrócił z wojskiem na Węgry. W ten sposób wywiązał się ze swojego zadania atakując Polskę, ale bez zajęcia terenu lub nawet oblężenia jednej fortecy, przez co nie zrobił Polsce większej krzywdy.
Po bitwie pod Grunwaldem Ścibor włożył wiele pracy nad przymierzem między Polską a Węgrami. Wielokrotnie gościł u siebie Zawiszę Czarnego, z którym omawiał sprawy polsko-węgierskie, czego owocem był słynny i bardzo korzystny dla Polski traktat lubowelski, negocjując w imieniu króla Zygmunta sprawę zastawu miast spiskich (Stara Lubowla, Podoliniec, Poprad i in.). W 1412 r. Wziął prawdopodobnie udział w początkowej fazie soboru w Konstancji, w czasie którego zmarł. W dokumentach jest tam wymieniany jako ein Stieber von Polen.

### Koniec dynastii
Według przekazów miał być pochowany na krakowskim Kazimierzu, w ufundowanej przez siebie kaplicy w kościele św. Katarzyny, ale w kaplicy spoczywa inny Ścibor herbu Ostoja. W testamencie Ścibora ze Ściborzyc jest wola założenia fundacji dla augustianów, którą to wolę spełnił jego syn, będąc zarazem dobrodziejem paulinów, dla których według woli ojca wybudował kościół i klasztor w Beckovie.
Ścibor ze Ściborzyc został pochowany w królewskiej kaplicy w Székesfehérvár. Zostawił córkę Katarzynę, która wyszła za mąż za Ulryka von Wolfarta oraz jednego syna Ścibora z Beckova, który odziedziczył zamek Beckov, dobra w Wielkopolsce i wszystkie inne dobra ziemskie wraz z zamkami na Słowacji. Syn Ścibora znacznie powiększył posiadłości swojego ojca, między innymi o Zamek Orawski. Na Morawach posiadał jeszcze Ostrov, Veselí, Bisentz, Buchlau, Hodonin, a w Niemczech Leuchdorf i Teutsch-Nussdorf.
Dynastyczne plany Ściborów na Słowacji, poprzez bliskie stosunki z cieszyńską linią Piastów, jak również z dynastią Habsburgów, miały na celu połączenie „państwa” Ściborów z Księstwem Cieszyńskim. Miało się tak stać za sprawą zawartej umowy o związku małżeńskim między Ściborami a Piastami z linii cieszyńskiej, która to umowa została zapisana w testamencie Ścibora z Beckova. Ostatecznie, po wygaśnięciu wszystkich z linii Ściborów na Węgrzech umowa nie doszła do skutku.

## Legendy
O Ściborze ze Ściborzyc jest wiele do dziś zachowanych przekazów. Był potocznie uznawany przez ludność słowacką za „króla Słowacji”, jego okazały i sławny zamek w Beckowie, gdzie odbywały się liczne uczty, był podstawą wielu opowieści o „Panie z Beckova”. Ściborowi przypisuje się mądre zarządzanie Siedmiogrodem, jak i własnym „państwem”, w szczególności dbał o miasta i o praworządność, sprawiedliwość. Opisany jest jako człowiek o dobrym sercu, dbający o dobro ludzi, niekiedy przebaczając im różnego rodzaju przewinienia. Założył między innymi wiele szpitali i innych instytucji socjalnych. Jednak na podstawie licznych legend ludowych o jego postaci zachowanych do dzisiaj, można wywnioskować, że był władcą o równie dobrodusznym, jak i surowym obliczu. Swojego własnego syna nie rozpuszczał, tak że Ścibor młodszy musiał brać pożyczki u krewnych na spłacenie swoich powinności.
Liczne legendy o Ściborze opowiadają o srogim Panu na Beckovie, który to miał zginąć potworną śmiercią za swoje złe czyny w stosunku do ludności. Jedna z legend opowiada o tym, jak żmija mu oczy wyżarła i w mózg jego się wpiła, a jego żona z rozpaczy z murów zamku się rzuciła. Inna legenda opowiada, że kiedy Ścibor zasnął na skale, to z niej później spadając właśnie tak zakończył swój żywot. Najbardziej jednak znana do dziś legenda, którą zna prawie każde dziecko na Słowacji, to ta o trefnisiu Ściborowym zwanym „Butzka”. Od jego to imienia ma się według legendy nazwa zamku w Beckovie. Inne legendy przytaczają dobroduszność wielkiego Ścibora, opisując go zarazem jako osobę z silną wiarą w Boga i dobroć człowieka.

## Rodzina
Był synem Mościca ze Ściborzyc, wojewody gniewkowskiego. Pochodził z głównej linii Ściborów-Ostojczyków ze Ściborzyc. Ożeniony z Dobrochną Stęszewską, córką Sędziwoja z Szubina, wielkorządcy (Magnus Procurator) Polski 1380. Miał braci: Marcina – kanonika płockiego, Mikołaja Bydgoskiego – kasztelana bydgoskiego, Andrzeja Podczaszego – wojewodę trenczyńskiego i siostrę Zofię.